# Анджела Якшич-Стоянович
Анджела Якшич-Стоянович (на черногорски: Ангела Јакшић-Стојановић / Anđela Jakšić-Stojanović) е черногорска политичка, член на президиума на движение „Европа сега!“. Била е депутат в Скупщината на Черна гора. От 31 октомври 2023 г. е министър на образованието, науката и иновациите на Черна гора в правителството на Милойко Спаич. През 2015 г. придобива академичната длъжност доцент по маркетинг и мениджмънт. Тя е автор и съавтор е на редица научни монографии, книги, енциклопедии и научни статии.

## Биография
Родена е на 2 декември 1982 г. в град Никшич, СР Черна гора, СФРЮ. Завършва основно училище „Лука Симонович“ и природо-математическа гимназия „Стоян Церович“ в Никшич, а за академичен успех е наградена с грамотата „Лучина“. След това завършва Филологическия факултет на държавния Университет на Черна гора, като учи в катедрата по английски език и литература и катедрата по френски език и литература. По време на обучението си получава стипендия от община Никшич и бокситната мина. Завършила е магистърска програма в Икономическия факултет на Университета на Черна гора, като получава магистърска степен по образователен мениджмънт. Завършва докторантурата си във Факултета по туризъм на частния Средиземноморски университет в Подгорица по програма „Мениджмънт на туризма“. Завършва следдокторантското си обучение в Икономическия факултет на Сплитския университет в Хърватия.
От 2008 до 2011 г. работи като директор и маркетинг мениджър в компанията Montecco, която разпространява алкохолни и безалкохолни напитки в Черна гора, както и като учител в Средното училище по икономика и хотелиерство в Никшич. От 2011 до 2020 г. работи в частния Средиземноморски университет в Подгорица като съветник по международно сътрудничество и маркетинг (2011 – 2012), административен директор и заместник изпълнителен директор (2012 – 2016), заместник-ректор по международно сътрудничество и декан на факултета на визуалните изкуства (2016 – 2019). През 2015 г. е избрана за доцент в областта на маркетинга и мениджмънта. От 2020 г. работи в частния Университет на Доня Горица в Подгорица. Била е декан на Факултета по култура и туризъм и директор на обучителната програма „Международен хотелиерски мениджмънт – Vatel“.
Била е член на работната група „Наука и изследвания“ по присъединяването на Черна гора към Европейския съюз. От 2017 до 2021 г. е член на Националния съвет за научни изследвания. От 2018 г. е експерт по провеждане на акредитационна експертиза на образователни програми за висше образование.
През 2018 г. пътува до Китай и координира двустранен семинар „Управление на висшето образование в Черна гора през 2018 г.“, организиран от правителствата на КНР и Черна гора.
Тя става член на президиума на движение „Европа сега!“. На парламентарните избори в Черна гора през 2023 г. е избрана за депутат в Скупщината на Черна гора.
На 31 октомври 2023 г. е назначена за министър на образованието, науката и иновациите на Черна гора в правителството на Милойко Спаич.